# Izaak Aaronowicz
Izaak Aaronowicz, właściwie Izaak ben Aron Prostitz (zm. 1629) – autor i drukarz ksiąg hebrajskich.
Pochodził z Prostic na Morawach, prowadził w Krakowie drukarnię, działającą w latach 1550-1630. Obok wielu dzieł hebrajskich wyszła z niej ceniona przez orientalistów edycja słynnego Talmudu Babilońskiego (1603-1605) w 12 tomach in folio. Biegły w języku hebrajskim i „uczony w Biblii”, napisał kilka ksiąg pobożnych.